# 瓦羅孔多區
瓦羅孔多區（西班牙語：Distrito de Huarocondo），是秘魯的一個區，位於該國南部庫斯科大區的安塔省，始建於1896年11月14日，面積228.62平方公里，海拔高度3,331米，2005年人口5,617，人口密度每平方公里25人。